# Jacu-de-penacho
O jacu-de-penacho (Penelope purpurascens) é um cracídeo encontrado do México ao Equador e norte da Venezuela.